# Hibiscus sakamaliensis
Hibiscus sakamaliensis är en malvaväxtart som beskrevs av Bénédict Pierre Georges Hochreutiner. Hibiscus sakamaliensis ingår i Hibiskussläktet som ingår i familjen malvaväxter. Inga underarter finns listade i Catalogue of Life.